# (368) Хайдея
(368) Хайдея (лат. Haidea) — небольшой астероид главного пояса, который принадлежит к спектральному классу D. Он был открыт 19 мая 1893 года французским астрономом Огюстом Шарлуа в обсерватории Ниццы.